# Mettenhausen

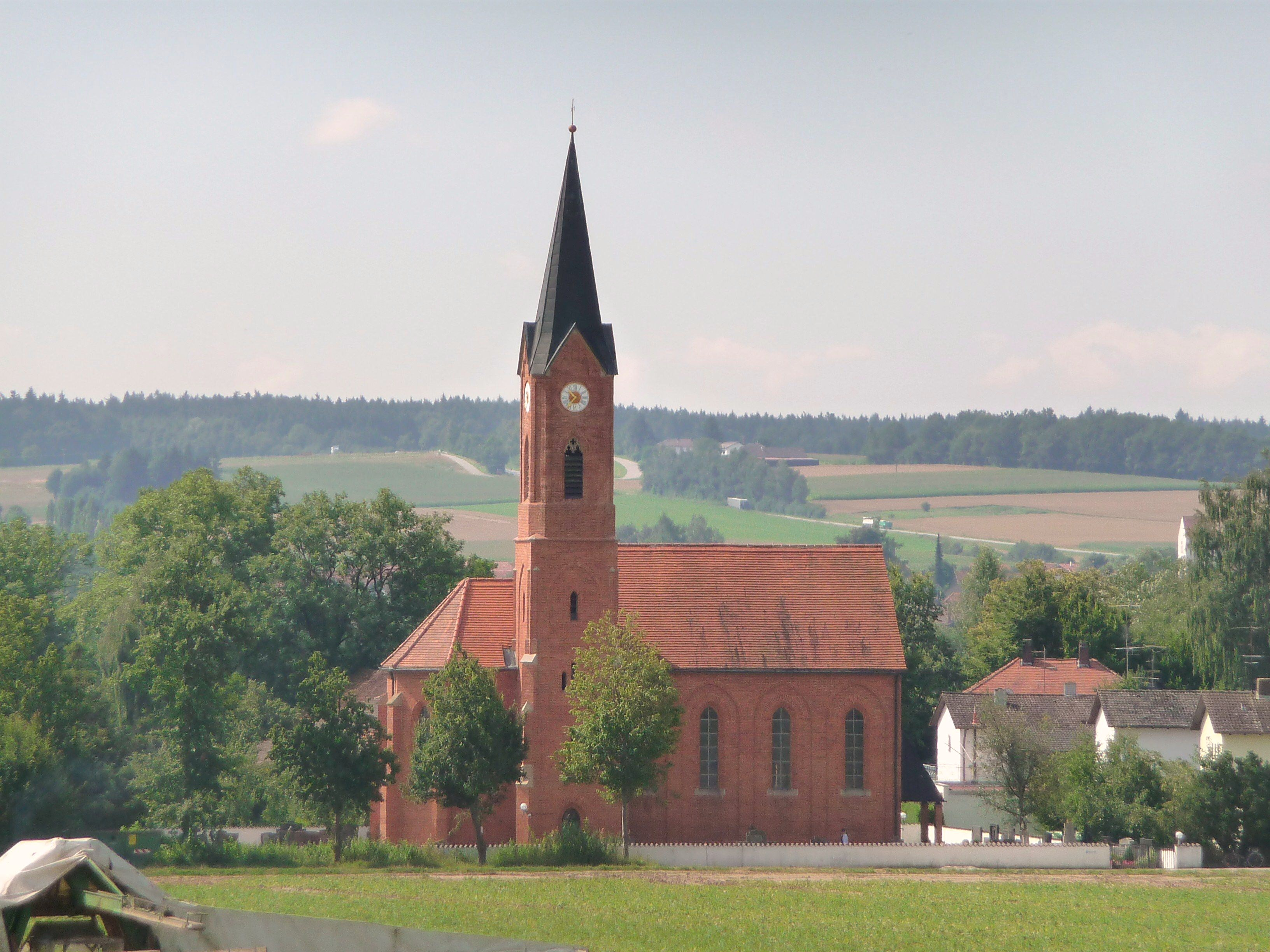
Die Pfarrkirche St. Mauritius

Mettenhausen ist ein Gemeindeteil der Stadt Landau an der Isar im niederbayerischen Landkreis Dingolfing-Landau.

## Lage
Mettenhausen liegt im Tal der Vils etwa fünf Kilometer südöstlich von Landau an der Bundesstraße 20. 

## Geschichte
Es war seit mindestens 1429 Vikariat von Niederhausen. Dokumente lassen darauf schließen, dass es sich ursprünglich um eine alte Pfarrei handelt. Im Jahr 1850 erbaute man die Pfarrvikariatsgebäude neu. Die Vikariatskirche wurde 1863 wegen Baufälligkeit abgebrochen. Die neue Kirche St. Mauritius entstand 1862/63 im Stil der Neugotik außerhalb des Dorfes auf einem Acker an einem hochwassersicheren Platz. Dort wurde ein Jahr danach auch der neue Friedhof angelegt. 1867 zählte das Vikariat einschließlich mehrerer kleinerer Ortschaften 450 Seelen.
1899 konnte Mettenhausen die Erhebung zur Pfarrei feiern. Am 1. Juli 1972 kam die Gemeinde Mettenhausen im Zuge der Gebietsreform in Bayern zur Stadt Landau an der Isar. Die Pfarrei wurde 1969 Teil des Pfarrverbandes Aufhausen, des ersten in der Diözese Passau. 1975 erhielt die Pfarrkirche eine moderne Ausstattung von Leopold Hafner.